# Brett Guthrie
Steven Brett Guthrie, né le 18 février 1964 à Florence (Alabama), est un homme politique américain, représentant républicain du Kentucky à la Chambre des représentants des États-Unis depuis 2009.

## Biographie
Brett Guthrie s'engage dans l'armée de terre américaine entre 1987 et 1990. En 1999, il est élu au Sénat du Kentucky.
En 2008, il est élu à la Chambre des représentants des États-Unis dans le 2e district du Kentucky en rassemblant 52,6 % des voix face au démocrate David Boswell. Il est depuis réélu tous les deux ans avec plus de 64 % des suffrages.